# 正親町三条実有
正親町三条 実有（おおぎまちさんじょう さねよし）は、安土桃山時代後期から江戸時代前期の公卿。官位は正二位・権大納言。初名は実助（さねすけ）。

## 経歴
文禄3年（1594年）叙爵。その後、侍従・右近衛少将・阿波権介・右近衛中将・蔵人頭をへて、慶長17年（1612年）に参議となり、公卿に列する。その後、権中納言・踏歌節会外弁をへて、寛永3年（1626年）に権大納言に任じられた。寛永5年（1628年）に大宰権帥に任官した。

## 系譜
- 父：正親町三条公仲
- 母：勧修寺晴秀の娘
- 妻：不詳
  - 男子：正親町三条公高（1619-1648）
  - 男子：正親町三条実昭（1624-1668）
  - 女子：日野弘資室